# Peter Bottomley
Pour les articles homonymes, voir Bottomley.
Peter James Bottomley (né le 30 juillet 1944) est un homme politique du Parti conservateur britannique qui est député de 1975 à 2024. Il représente la circonscription de Worthing West de 1997 à 2024, et est le doyen de la Chambre des communes de décembre 2019 à juillet 2024.

## Jeunesse
Il est né à Newport, Shropshire, le fils de James Bottomley, un officier de l'armée britannique qui fait sa carrière plus tard au ministère des Affaires étrangères et du Commonwealth, et de Barbara Vardon, une travailleuse sociale. Il est baptisé à l'église paroissiale St Swithun à Cheswardine, où ses parents se sont mariés. Après sept changements d'école avant l'âge de onze ans, il fait ses études dans un collège à Washington, DC, puis à Westminster School avant d'étudier l'économie au Trinity College de Cambridge. Son superviseur est James Mirrlees, qui remporte ensuite le prix Nobel d'économie. Avant l'université, il travaille en Australie. Après l'université, il devient chauffeur de poids-lourd et rejoint le Syndicat des transports et des travailleurs généraux avant de passer aux ventes industrielles . Au début des années 1970, il cofonde le Neighbourhood Council à South Lambeth, ce qui entraîne la création de terrains de football et d'autres installations à Larkhall Park. Son dernier emploi avant d'entrer au Parlement est d'installer des lumières devant les théâtres et les cinémas du West End de Londres.
Il rejoint le Parti conservateur en 1972, à l'âge de 28 ans.

## Carrière politique

### Début de carrière
Il se présente dans la circonscription de Vauxhall aux élections de 1973 et au siège parlementaire de Woolwich West aux élections générales de février et d'octobre 1974 ne réussissant pas à battre le député travailliste William Hamling. Hamling est décédé le 20 mars 1975 et Bottomley se présente devant les électeurs de Woolwich West pour la troisième fois lors de l'élection partielle du 26 juin 1975. Il est élu député conservateur de Woolwich West avec une majorité de 2 382 voix et il occupe ce siège puis celui d'Eltham, au Parlement pendant les 22 années suivantes.
En 1978, il devient président des syndicalistes conservateurs, poste qu'il occupe pendant deux ans. Avant les élections législatives de 1979, il devient administrateur de Christian Aid en 1978, jusqu'en 1984. En 1978, en tant que membre du Groupe parlementaire des droits de l'homme il fait campagne pour empêcher l'assassinat anticipé de l'archevêque Óscar Romero et représente le British Council of Churches à ses funérailles à Salvador en 1980, lorsque 14 personnes sont mortes autour de lui. En 1979, quelques jours avant la chute du gouvernement travailliste, il fait une visite à Washington, DC, pour indiquer que Margaret Thatcher, si elle devenait Premier ministre, ne lèverait pas les sanctions contre la Rhodésie du Sud ni ne reconnaîtrait le gouvernement de Abel Muzorewa. Il est alors depuis quelques années un membre du Conservative Monday Club, ainsi que du Bow Group et du Tory Reform Group. Il est président de la Société des enfants de l'Église d'Angleterre, administrateur de Mind et de Nacro et membre du comité d'orientation des familles monoparentales. Il siège à la commission Faith in the City de l'Archevêque de Cantorbéry et préside le groupe d'examen des églises au sein du comité principal des églises. Il est membre du comité ecclésiastique et est nommé directeur parlementaire de l'église St. Margaret's, Westminster. Il dirige la délégation du Royaume-Uni à l'Assemblée parlementaire de l'Organisation pour la sécurité et la coopération en Europe (OSCE). Il est un Vice-président de WATCH, Women and the Church, soutenant la pleine acceptation des femmes aux postes religieux.
En 1982, il devient Secrétaire parlementaire privé (SPP) du ministre d'État au ministère des Affaires étrangères et du Commonwealth, Cranley Onslow. Le siège de Woolwich West de Peter Bottomley subit des changements mineurs de limites et un changement de nom en 1982. Il se présente dans la nouvelle circonscription d'Eltham aux Élections générales britanniques de 1983, remportant le siège avec une majorité de plus de 7 500 voix. Après l'élection, Peter Bottomley devient le SPP du secrétaire d'État au ministère de la Santé et de la Sécurité sociale, Norman Fowler.

### Membre du gouvernement Thatcher
Après neuf années passées à l'arrière-ban, Bottomley devient membre du gouvernement de Margaret Thatcher lorsqu'il est nommé Sous-secrétaire d'État parlementaire au ministère de l'Emploi en 1984, passant au ministère des Transports en 1986 pour devenir ministre des Routes. En 1989, il passe au Bureau pour l'Irlande du Nord. Il est démis de ses fonctions par Thatcher en 1990, et il est brièvement SPP du Secrétaire d'État pour l'Irlande du Nord, Peter Brooke. Il est capitaine de l'équipe de football parlementaire, participe à la compétition parlementaire de natation et organise la compétition de dériveur annuel contre la Chambre des lords.

### Retour à l'arrière plan
Depuis 1990, il est un député d'arrière-ban, décrit comme un franc-tireur. Bottomley décide de ne pas se présenter à nouveau à Eltham après d'importants changements de limites, mais demande à être candidat ailleurs. Après le départ à la retraite du député conservateur de Worthing Terence Higgins, Bottomley se présente dans la nouvelle circonscription de Worthing West lors des Élections générales britanniques de 1997, obtenant le siège avec une majorité de 7 713 voix.
En 2009, il est le vice-président du Groupe des drapeaux parlementaires de tous les partis. Grâce aux groupes des droits de l'homme et du CAFOD, il reste impliqué dans la vie, le travail et l'héritage d'Óscar Romero depuis 1978.
Il est opposé au Brexit avant le référendum de 2016.
Après sa réélection aux élections législatives de décembre 2019 et après la défaite de Dennis Skinner (député depuis 1970), il devient le doyen de la Chambre des communes, c'est-à-dire le député qui y siège depuis le plus longtemps sans interruption.

### Prises de position
Peter Bottomley a presque toujours respecté la ligne de son parti lors de ses votes à la Chambre des communes. Il vote pour la participation britannique à la guerre d'Irak en 2003. Il vote de manière constante en faveur de restreindre ou diminuer diverses allocations et dépenses sociales, et vote presque toujours en faveur de la diminution de l'impôt sur les sociétés. Il s'oppose à un droit à l'euthanasie pour les patients en phase terminale de maladie douloureuse, et vote en faveur de la légalisation du mariage homosexuel. Il soutient une réduction du nombre de sièges à la Chambre des communes mais s'oppose aux propositions de réformes de la Chambre des lords.

## Vie privée
En 1967, il épouse Virginia Bottomley qui devient plus tard ministre du Cabinet (secrétaire à la Santé) et pair à vie en 2005 en tant que baronne Bottomley de Nettlestone. Ils ont un fils et deux filles.
Son frère est conseiller municipal travailliste à Lambeth ; son beau-frère est maire conservateur de Cambridge. Sa nièce est Kitty Ussher, l'économiste, ancienne députée et ministre travailliste. Son arrière-grand-père, Richard Robinson, a mené les réformateurs municipaux à la victoire aux élections du conseil du comté de Londres en 1907.
En 2002-2003, il est maître de la Worshipful Company of Drapers. Il est fait chevalier dans les honneurs du nouvel an 2011 pour la fonction publique.
En 1989, il poursuit avec succès The Mail on Sunday, le Daily Express et News of the World pour des allégations liées à son soutien à l'affiliation syndicale d'un travailleur social dans sa circonscription, accusé de mauvaise conduite dans un foyer pour enfants. En 1995, il a reçu 40 000 £ contre le Sunday Express pour un article qui le décrivait comme se comportant de manière déloyale avec le Sinn Féin / l'IRA .